# Villebernier
Villebernier település Franciaországban, Maine-et-Loire megyében. Lakosainak száma 1462 fő (2022. január 1.). Villebernier Allonnes, Saumur, Souzay-Champigny és Varennes-sur-Loire községekkel határos.

## Népesség
A település népessége az elmúlt években az alábbi módon változott:
| Lakosok száma | 1137 | 1245 | 1306 | 1388 | 1485 | 1522 | 1490 | 1437 | 1438 | 1462 |
|               | 1968 | 1982 | 1990 | 2006 | 2013 | 2015 | 2017 | 2019 | 2020 | 2022 |